# 酪農学園大学の人物一覧
酪農学園大学の人物一覧（らくのうがくえんだいがくのじんぶついちらん）は、酪農学園大学に関係する人物の一覧記事。

## 歴代学長
- 初 代： 樋浦誠（1960年4月 - 1964年3月）、農学者
- 第2代： 黒澤酉蔵（1964年4月 - 1966年3月）、経営者・教育者
- 第3代： 佐藤貢（1966年4月 - 1969年12月）、経営者・教育者
- 第5代： 遊佐孝五（1973年7月 - 1985年3月）、酪農学者・農学者
- 第6代： 牛島純一（1985年4月 - 1989年3月）、生理学者・動物学者
- 第7代： 平尾和義（1989年4月 - 1997年3月）、畜産学者・獣医師
- 第8代： 安宅一夫（1997年4月 - 2001年3月）、農学者
- 第9代： 大谷俊昭（2001年4月 - 2007年3月）、農業経済学者、農学者
- 第10代： 谷山弘行（2007年4月 - 2013年3月）、病理学者、獣医師
- 第12代： 堂地修（2021年4月 - 2023年3月）、畜産学者・獣医師

## 教職員
- 堂地修 - 農食環境学群循環農学類教授
- 森田茂 - 農食環境学群循環農学類教授
- 佐藤喜和 - 農食環境学群環境共生学類教授
- 森夏節 - 農食環境学群環境共生学類教授
- 浅川満彦 - 獣医学群獣医学類教授

## 元教員
- 安宅一夫 - 名誉教授
- 小川巌 - 元教授
- 金子正美 - 教授
- 北村直人 - 特別講師
- 中原准一 - 名誉教授、元学部長
- 三谷光照 -准教授
- 松本懿 - 元教授
- 松中照夫 - 名誉教授
- 山崎亮一 - 元教授

## OB・OG

### 行政
- 北二郎 - 元衆議院議員、前身の北海道酪農義塾出身
- 北村直人 - 元衆議院議員、元農林水産副大臣
- 土田浩 - 元青森県上北郡六ヶ所村村長
- 船木長一郎 - 元北海道常呂郡佐呂間町町長、前身の北海道酪農義塾出身

### 研究
- 伊谷原一 - 霊長類学者、京都大学名誉教授、日本モンキーセンター所長、京都市動物園学術顧問
- 加藤清雄 - 獣医学者、酪農学園大学教授
- 工藤英一 - 農業経済学者、酪農学園大学名誉教授
- 谷山弘行 - 病理学者、元酪農学園大学学長、日本獣医学会賞
- 辨野義己 - 細菌学者、理化学研究所辨野特別研究室特別招聘研究員
- 堂地修 - 畜産学者、酪農学園大学教授

### スポーツ
- 川口晃 - 元プロサッカー選手、現スポーツトレーナー
- 飯田雄三 - 元JRA調教師
- 鮫島一歩 - JRA調教師

### その他
- THE イナズマ戦隊 - バンド
- 大澤宏一 - アナウンサー
- 田中義剛 - タレント、シンガーソングライター、酪農家、実業家
- キャプテン★ザコ - お笑いコンビキャベツ確認中
- 住岡梨奈 - シンガーソングライター
- 北畑光男 - 詩人
- Te!ichi - 振付師、映像作家、元EverZOneメンバー
- 村松凪 - 声優

この項目は、ウィキプロジェクト 大学のテンプレートを使用しています。